# Saranče lesní
Saranče lesní někdy nazývané saranče vřesové (Chorthippus vagans, vědecké synonymum Glyptobothrus vagans) je druh rovnokřídlého hmyzu z čeledi sarančovití (Acrididae). Vyskytuje se v celé Evropě s výjimkou Skandinávie, v Asii a v severní Africe. V České republice se jedná o vzácný druh. Lokálně zde však tvoří velké populace.

## Popis
Tělo má saranče lesní zbarvené hnědožlutě či šedohnědě. Konec zadečku a zadní holeně jsou u obou pohlaví oranžové. Samečci jsou menší dorůstají velikosti od 13 do 16 milimetrů. rytky mají 9,1 až 11,5 milimetrů. Samičky dorůstají 18 až 22 milimetrů, přičemž délka krytek je 10,5 až 15 milimetrů. 

## Poddruhy
- Chorthippus vagans africanus (Nadig, 1981)
- Chorthippus vagans vagans (Eversmann, 1848) [2]

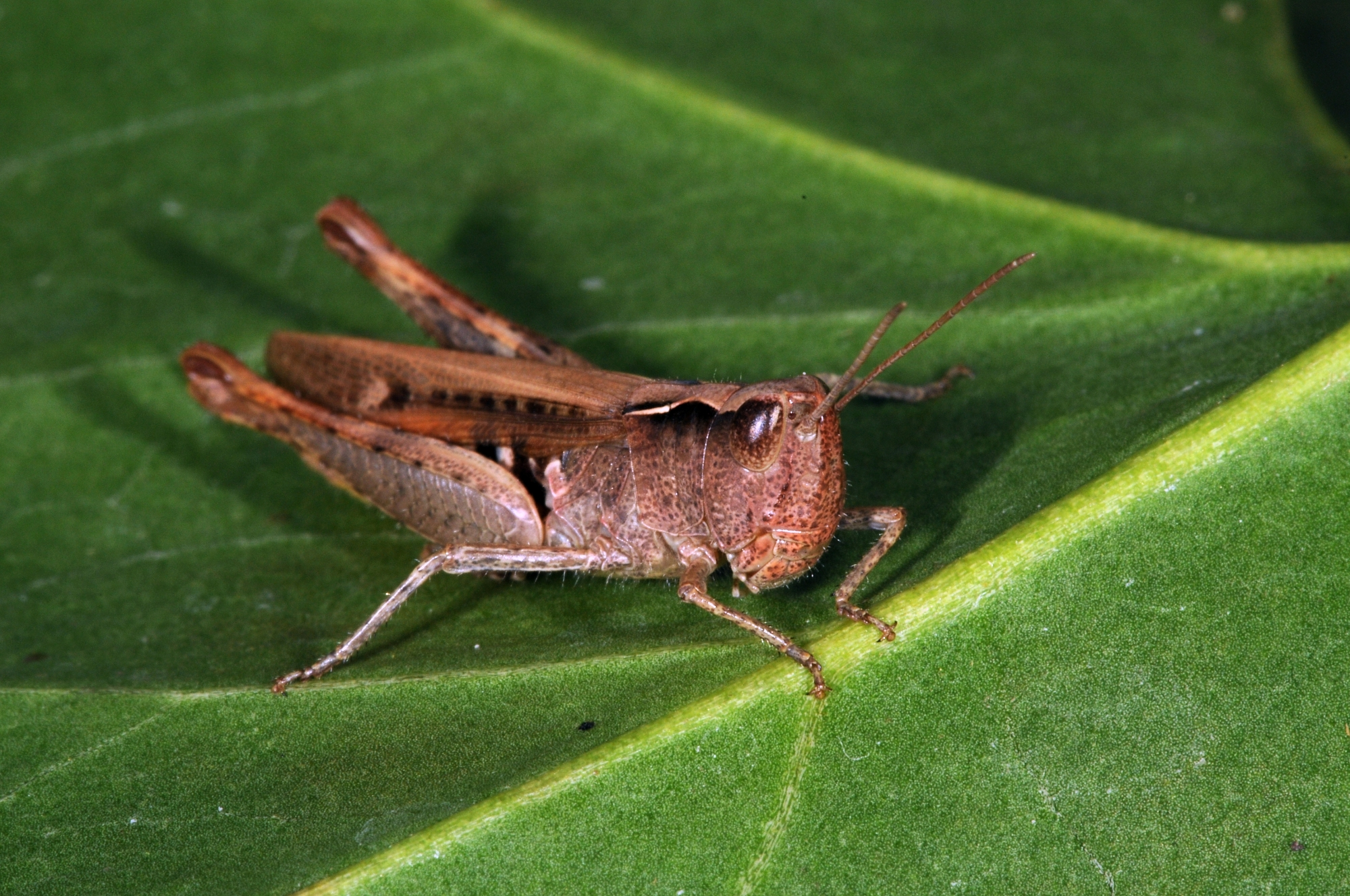
Sameček sarančete lesního